# Ольсен, Петра
Петра Ольсен (швед. Petra Olsen; род. 2 октября 1990 года) — шведская легкоатлетка, специализирующаяся в прыжках с шестом. Чемпионка Швеции 2008 года. Чемпионка Швеции в помещении 2009 года.

## Биография
Петра Ольсен родилась 2 октября 1990 года. До перехода в лёгкую атлетику занималась гимнастикой и дзюдо.
Дебютировала на международной арене в 2007 году на чемпионате мира среди юношей в Чехии, где заняла третье место.
На национальных соревнованиях представляла клуб «Malmö AI», где тренировалась под руководством польского специалиста Станислава Щирбы. По одному разу становилась чемпионкой Швеции на стадионе и в помещении.
В 2008 году Ольсен установила рекорд Швеции среди юниоров, который продержался год.
Дважды принимала участие в ежегодных соревнованиях легкоатлетических сборных Финляндии и Швеции «Finnkampen» среди взрослых спортсменов.
В конце 2010 года переехала в США для учёбы в университете.
Завершила спортивную карьеру в 2014 году.

## Основные результаты
| Год  | Соревнования                   | Место проведения     | Место | Результат |
| ---- | ------------------------------ | -------------------- | ----- | --------- |
| 2007 | Чемпионат мира среди юношей    | Острава, Чехия       | 3     | 4,05 м    |
| 2008 | Чемпионат мира среди юниоров   | Быдгощ, Польша       | 8     | 4,10 м    |
| 2008 | Finnkampen                     | Хельсинки, Финляндия | 4     | 3,83 м    |
| 2009 | Чемпионат Европы среди юниоров | Нови-Сад, Сербия     | 5     | 4,00 м    |
| 2009 | Finnkampen                     | Гётеборг, Швеция     | 6     | 3,70 м    |